# Ла Гранха (Чиле)
Ла Гранха (шп. La Granja) је општина у Чилеу. По подацима са пописа из 2002. године број становника у месту је био 132.520.

## Демографија
| 2002.   |
| ------- |
| 132,520 |